# Уваров-Броде Давид Андрійович
Давид Андрійович Уваров-Броде — український громадський діяч, підприємець та міський голова Нововолинська (з 2025 року). Відомий нестандартним підходом до розвитку міської інфраструктури та активним просуванням культурних ініціатив.

### Політична діяльність
У 2025 році обраний міським головою Нововолинська. На посаді акцентує увагу на розвитку туризму та культурного життя міста.

### Ініціативи
Однією з найобговорюваніших ініціатив стала ідея перепрофілювати приміщення молодіжної організації Нові крила у багатофункціональний заклад «New Wings English Bar» — публічний простір у стилі британського пабу, який, за задумом, поєднуватиме гастрономічну зону, бібліотеку англомовної літератури та концертний майданчик для місцевих гуртів.

### Критика
Ініціатива отримала змішані відгуки. Прихильники вважають її кроком до пожвавлення центру міста, опоненти — втратою майданчика для молодіжної громадської активності.